# Thomas Francis Gilroy
Thomas Francis Gilroy, född 3 juni 1840 i Sligo i Förenade kungariket Storbritannien och Irland, död 1 december 1911 i New York, var en amerikansk politiker (demokrat). Han var New Yorks borgmästare 1893–1894.